# Vaca Infernal
Bessie, más conocida como Vaca Infernal, es un personaje ficticio que aparece en los cómics estadounidenses publicados por Marvel Comics. El personaje, una vaca vampiro, fue creado por el escritor Steve Gerber y el artista Frank Brunner. Hizo su primera aparición en Giant-Size Man-Thing # 5 (1975).

## Historial de publicación
Bessie, o Vaca Infernal, hizo su debut oficial en Giant-Size Man-Thing # 5, publicado en agosto de 1975. El equipo creativo a cargo del tema estaba compuesto por el escritor Steve Gerber, el dibujante Frank Brunner y el entintador Tom Palmer. La misma historia se reimprime en las páginas de bonos de Silver Surfer vs. Dracula (febrero de 1994). El personaje reapareció en abril de 2011 en Deadpool Team-Up # 885, escrito por Rick Spears, a lápiz por Phillip Bond y firmado por Daniel Brown.

## Biografía del personaje ficticio
Alrededor de 1675, Bessie, una vaca domesticada que vive en una granja suiza, se convierte en la presa del Conde Drácula, que no puede encontrar ningún humano disponible para alimentarse. Bessie aparentemente muere y un disgustado Hans, su dueño, la deja descansar. Sin el conocimiento de Hans, Bessie se ha convertido en un monstruo no muerto conocido como Vaca Infernal, y se levanta de su tumba unas tres noches después, en busca de Drácula.
En la actualidad, Howard el pato está investigando la muerte de cuatro granjeros en Cleveland, Ohio. Howard inicialmente concluye que el perpetrador debe ser un pollo. Más tarde, en las primeras horas de la mañana, se disfraza de humano. Vaca Infernal lo nota y se lanza hacia él. Comienza una pelea y Howard prevalece, conduciendo una estaca a través de su corazón y aparentemente terminando su reinado de terror.
Sin embargo, Vaca Infernal no murió; su cabeza seguía intacta. Su cadáver es recuperado por el científico loco Doctor Kilgore. Reviviéndola, Kilgore aprisiona a Vaca Infernal y recoge su "leche vampírica", que él cree que puede explotar para curar su tuberculosis y lograr la inmortalidad. Cuando este plan no funciona completamente, Kilgore secuestra a Deadpool y extrae su hipófisis. Kilgore lo digiere, para darse a sí mismo el poder de autocuración que tiene Deadpool.
Sin embargo, la mezcla de la leche de Vaca Infernal y la glándula de Deadpool en el cuerpo de Kilgore se descompone, volviéndolo aún más loco. La vaca vampiro y el mercenario unen sus fuerzas; Vaca Infernal convierte a Deadpool en un vampiro temporalmente y juntos liberan a Kilgore del mundo de forma permanente. Deadpool y Vaca Infernal se escapan de la morada de Kilgore, pero este último se quema instantáneamente hasta convertirse en nítido a medida que es de día. Deadpool regresa al panel de cómics anterior y, después de algunos intentos, evita que Vaca Infernal muera y, por lo tanto, la "revive".
Vaca Infernal apareció en Spider-Man / Deadpool como miembro de Deadpool Inc., un grupo de personajes extraños que Deadpool reclutó para robar y vender tecnología S.H.I.E.L.D. abandonada. Ahora, inexplicablemente, puede caminar erguida, tiene una figura mayoritariamente humana (salvo su cabeza) y puede hablar.

## Poderes y habilidades
Antes de convertirse en vampiro, Bessie podía producir más leche que la vaca promedio y, por lo tanto, era muy favorecida por su dueño. Como Vaca Infernal, posee características equivalentes a las de Drácula, como poder chupar sangre de los humanos y ser inmortal. Su capa le permitió volar y también podría desaparecer en la nada tomando la forma de gas. Ella también tenía una fuerza y agilidad soberbia.

## Recepción
En agosto de 2009, Time incluyó a Vaca Infernal como uno de los "10 personajes más extraños de Marvel". De manera similar, la revista Status Magazine incluyó a Vaca Infernal en su lista de "Los 5 personajes más extraños de Marvel" en abril de 2012. Bjarki Dagur de Filmophilia descubrió que Vaca Infernal es "la peor idea para un personaje que alguna vez haya escuchado, o Lo mejor que jamás haya existido "en su artículo de 2012 Mejor / Peor: Marvel Heroes que no deberían o nunca deberían obtener películas".
En 2022, CBR.com clasificó a Vaca Infernal en el séptimo lugar en su lista de los "10 vampiros de Marvel más importantes".

## En otros medios

### Videojuegos
Vaca Infernal aparecerá como personaje jugable en Lego Marvel Super Heroes 2.

### TV Show
Vaca Infernal es mencionada en la serie de televisión para la cadena CBS Marvels's Agents of S.H.I.E.L.D.. Durante la segunda temporada, capítulo cinco, la Agente Simmons (infiltrada en Hydra) se pregunta "que clase de vaca infernal produce leche carmín", a lo que un agente de Hydra le responde "no lo sé, el archivo sólo dice Bessie". (escena ubicada a los 7 minutos con 50 segundos).